# Кевін Мендес
Кевін Мендес (ісп. Kevin Méndez, нар. 10 січня 1996, Тринідад) — уругвайський футболіст, нападник.

## Клубна кар'єра
Народився 10 січня 1996 року в місті Тринідад. Вихованець юнацької команди «Пеньяроль», в якій навчався з 13 років. З 2013 року перебував у структурі першої команди, втім жодного матчу за неї в чемпіонаті так і не зіграв.
На початку 2015 року перейшов у італійську «Рому», а вже влітку для отримання ігрової практики Кевін на правах оренди перейшов в «Перуджу», де тричі потрапляв у заявку на матч Серії В і двічі на матч Кубка Італії, втім так і не зміг дебютувати в її складі. На початку 2016 року він знову був відданий в оренду, його новою командою стала швейцарська «Лозанна», де Кевін став виступати зі своїм співвітчизником Вальтером Пандіані. 14 лютого в матчі проти «Волена» Мендес дебютував у Челлендж-лізі. У цьому ж поєдинку Кевін забив свій перший гол за «Лозанну». За підсумками сезону він допоміг клубу вийти в еліту. 24 липня в матчі проти «Грассгоппера» Кевін дебютував у швейцарській Суперлізі. Загалом в сезоні 2016/17 зіграв 6 матчів у вищому дивізіоні Швейцарії, а наступний сезон також на правах оренди провів у клубі Серії С «Вітербезе», де провів 24 матчі і забив 1 гол.
17 липня 2018 року Мендес підписав контракт з львівськими «Карпатами». 29 серпня 2019 року зі скандалом покинув клуб.

## Виступи за збірні
2011 року у складі юнацької збірної Уругваю до 15 років був учасником домашнього юнацького чемпіонату Південної Америки, на якому забив 1 гол і зайняв з командою четверте місце.
2013 року зі збірною до 17 років взяв участь у юнацькому чемпіонаті Південної Америки (U-17) в Аргентині. На турнірі Кевін зіграв 8 матчів і в поєдинках проти болівійців, перуанців, бразильців і аргентинців Кевін забив по голу, допомігши команді зайняти четверте місце та кваліфікуватись на молодіжний чемпіонат світу в ОАЕ. На «мундіалі» Мендес також був основним і зіграв у всіх п'яти матчах і в поєдинках проти словаків і новозеландців забив по голу, дійшовши з командою до чвертьфіналу.
2015 року залучався до складу молодіжної збірної Уругваю. Мендес не був включений до заявки на молодіжний чемпіонат Південної Америки, де його команда здобула «бронзу». Втім Кевін поїхав з командою на молодіжний чемпіонат світу 2015 року у Новій Зеландії. На турнірі не був основним гравцем і зіграв лише у двох матчах проти Мексики та збірних Сербії, а його команда вилетіла на стадії 1/8 фіналу. Всього на молодіжному рівні зіграв у 8 офіційних матчах, забив 1 гол.

## Статистика виступів

### Статистика клубних виступів
| Сезон               | Команда             | Чемпіонат           | Чемпіонат | Чемпіонат | Національний кубок | Національний кубок | Національний кубок | Континентальні кубки | Континентальні кубки | Континентальні кубки | Інші змагання | Інші змагання | Інші змагання | Усього | Усього |
| Сезон               | Команда             | Ліга                | Ігор      | Голів     | Ліга               | Ігор               | Голів              | Ліга                 | Ігор                 | Голів                | Ліга          | Ігор          | Голів         | Ігор   | Голів  |
| ------------------- | ------------------- | ------------------- | --------- | --------- | ------------------ | ------------------ | ------------------ | -------------------- | -------------------- | -------------------- | ------------- | ------------- | ------------- | ------ | ------ |
| 2015–16             | «Лозанна»           | ЧЛ (ІІ)             | 15        | 4         | КШ                 | -                  | -                  | -                    | -                    | -                    | -             | -             | -             | 15     | 4      |
| 2016–17             | «Лозанна»           | СЛ                  | 6         | 0         | КШ                 | 1                  | 1                  | -                    | -                    | -                    | -             | -             | -             | 7      | 1      |
| Усього за «Лозанну» | Усього за «Лозанну» | Усього за «Лозанну» | 21        | 4         |                    | 1                  | 1                  |                      | -                    | -                    |               | -             | -             | 22     | 5      |
| 2017–18             | «Вітербезе»         | C (ІІІ)             | 24+1      | 1         | КІ-C               | 5                  | 0                  | -                    | -                    | -                    | -             | -             | -             | 30     | 1      |
| Усього за кар'єру   | Усього за кар'єру   | Усього за кар'єру   | 45+1      | 5         |                    | 6                  | 1                  |                      | -                    | -                    |               | -             | -             | 52     | 6      |